# Lili Ivanova
Lilyana Ivanova Petrova (em búlgaro: Лиляна Иванова Петрова; nasceu em 24 de abril de 1939) é uma cantora búlgara. 
Nasceu em Kubrat, Bulgária. Seu pai, Ivan Petrov Damyanov (que era um balconista), e sua mãe, Marya Petrova Damyanova.

## Discografia
- 1963: Recital
- 1967: Uličkata malka
- 1968: More na mladostta
- 1969: Tozi svjat e tăj prekrasen
- 1970: Camino
- 1972: Običam te
- 1973: Večnost
- 1975: Tango
- 1976: Stari moj prijatelju
- 1977: Gălăbăt
- 1978: Životăt ni săbira, životăt ni razdelja
- 1979: Mojat grad
- 1981: Predupreždenie
- 1982: Hits in German
- 1982: Šturce
- 1983: Srceto te izbra
- 1984: Iskam te
- 1986: Lili86
- 1987: Ti me povika
- 1989: Težka svatba
- 1993: Hazart
- 1996: Gotovi li ste ljubov?
- 1998: Časten slučaj
- 1999: Time For Sax - Hits by Lili Ivanova
- 2000: Vetrove[2]
- 2001: Live In Concert
- 2003: Iljuzija narečna ljubov
- 2003: The Best 1
- 2003: The Best 2
- 2005: Retro - Golden Hits Russia
- 2006: Bez Pravila
- 2009: One Love
- 2010: Au Nom De La Foi
- 2010: This World Is a Woman
- 2012: LI
- 2014: The Poet